# Thomas Kristensen (football, 1983)
Pour les articles homonymes, voir Thomas Kristensen.
Thomas Kristensen, né le 17 avril 1983 à Virum au Danemark est un footballeur international danois. Il évolue comme milieu de terrain.

## Sélection nationale
Thomas Kristensen est appelé la première fois en sélection en janvier 2007 pour la tournée de la sélection dans la zone CONCACAF.
Il joue les deuxième et troisième matchs de la tournée contre le Salvador (1-0) et le Honduras (1-1).
Kristensen fait sa première apparition en match officiel contre Malte (3-0) le 11 octobre 2008 dans le cadre des qualifications pour la Coupe du monde 2010.

## Palmarès
FC Copenhague
- Champion du Danemark (4) : 2009, 2010, 2011, 2013
- Vainqueur de la Coupe du Danemark (2) : 2009, 2012